# EB Kesselwagen Typ I–V
Zwischen 1892 und 1910 stellten die Belgischen Staatsbahnen (Chemins de fer de l’État belge, abgekürzt EB, auch L’État belge) verschiedene Baureihen zweiachsiger Kesselwagen zum Transport von Mineralöl in den Dienst.

## Geschichte
Ab 1892 entstanden fünf verschiedene Baureihen von zweiachsigen Kesselwagen die mit Typ I bis V bezeichnet wurden. Der Grundaufbau war stets der gleiche, alle hatten einen Tank mit vier getrennten einzeln zu befüllenden Kammern. Die ersten beiden Versionen hatten Behälter mit 1500 mm Durchmesser, spätere Typen bekamen etwas kürzere Behälter mit einem größeren Durchmesser von 1650 mm.
| Typ | Baujahr | Anzahl | Wagennummern |
| --- | ------- | ------ | ------------ |
| I   | 1892    | 10     | 91551–91560  |
| I   | 1893    | 1      | 91561        |
| I   | 1896    | 6      | 91562–91567  |
| II  | 1898    | 5      | 91568–91572  |
| II  | 1901    | 6      | 91573–91578  |
| III | 1903    | 6      | 91579–91584  |
| IV  | 1905    | 7      | 91585–91591  |
| III | 1909    | 1      | 91592        |
| V   | 1910    | 6      | 91593–91598  |

Der Wagen 91592 wurde 1909 extra für die Weltausstellung 1910 in Brüssel von der Wagenbauanstalt Vanderpepen in Mons gebaut.
Alle Wagen wurden noch vor 1956 ausgemustert.